# Förch
Förch is een plaats in de Duitse gemeente Rastatt, deelstaat Baden-Württemberg.
Förch · Niederbühl · Ottersdorf · Plittersdorf · Rauental · Wintersdorf